# الرشيدي الميزان
الرشيدي الميزان (بالإنجليزية: El Rashidi El Mizan) هي شركة مصرية متخصصة في إنتاج وتصنيع الحلويات، وخاصة الحلاوة الطحينية والطحينة. تأسست الشركة عام 1889 كشركة عائلية صغيرة في القاهرة، ثم تطورت لتصبح من رواد صناعة الحلويات في الشرق الأوسط وشمال إفريقيا. تتميز الشركة بمنتجاتها عالية الجودة والمعروفة على نطاق واسع، حيث تعتبر علامتها التجارية مرادفة للحلاوة الطحينية في مصر.

## التاريخ
بدأت قصة الرشيدي الميزان عام 1889 في عهد "عباس الثاني حلمي" بك، آخر خديوي مصر والسودان. كانت هناك أوقات عصيبة، لكن محمد حسين الرشيدي أفندي كان عازمًا على تأسيس مشروعه العائلي الجديد، وهو محل حلويات في حي السيدة زينب الشهير بالقاهرة، متخصص في الحلاوة. ولم يمضِ وقت طويل حتى ذاع صيت المحل، حيث كان البقالون يتوافدون من جميع أنحاء العاصمة لشراء الحلاوة والطحينة المصنوعة من أجود أنواع السمسم.
كانت العلامة التجارية، التي تحمل اسم الرشيدي الميزان، رائجة للغاية بفضل جودتها الثابتة، حتى أصبحت عنصرًا أساسيًا في كل مائدة مصرية.
كان شغف الرشيدي أفندي بهذه الصناعة بذرة حماسة الرشيد الميزان الذي تُرجم إلى قاعدة عملاء قوية لأكثر من 125 عامًا. ولن يُفاجئك معرفة أن شركة الرشيدي الميزان ساهمت في رسم ملامح سوق الحلاوة في المنطقة بأكملها، ولا تزال مستمرة في ذلك حتى اليوم.
بخبرة تزيد عن قرن من الزمان في أسواق الحلاوة والطحينة، قدمت الشركة دائمًا للناس ابتكارات جعلت الرشيدي الميزان علامة تجارية راسخة في الثقافة؛ تمثل التراث والجودة و"الجودة" المصرية.
اليوم، تفخر هذه الشركة بكونها الرائدة في إنتاج الحلويات في الشرق الأوسط وشمال أفريقيا، وتُعد من أقوى العلامات التجارية في مصر، حيث تتمتع بولاء ووعي كبيرين من المستهلكين يتجاوزان 90% وفقًا لدراسات السوق.
وقد وجدت مذاقات منتجاتنا الصحية اللذيذة طريقها إلى قلوب المنازل في جميع أنحاء المنطقة، واكتسبت العلامة التجارية شعبية واسعة بين المستهلكين من جميع مستويات الدخل.
في خطوة للاستفادة من 120 عاماً من الخبرة في صناعة الأغذية، أعلنت شركة الرشيدي الميزان في يوليو 2009 أنها بدأت الإنتاج في مصنع المربى ومعجون الطماطم الأكثر تطوراً في الشرق الأوسط وشمال أفريقيا.
ويأتي الافتتاح في إطار التوسع المستمر لشركة رشيدي الميزان في الإنتاج، حيث تستفيد الشركة من شبكتها القوية من التوزيع المحلي والإقليمي للاستحواذ على حصة إضافية في السوق.
في 2023 عام الذكرى السنوية الـ 127 لتأسيس الرشيدي الميزان، وصلت شبكة توزيع الشركة إلى 90% من سوق المستهلكين في مصر والذي يبلغ عددهم 90 مليون مستهلك، وتواصل الشركة تنمية حضورها التصديري الذي يصل بالفعل إلى 45 دولة.

## روابط خارجية
الموقع الرسمي